# Матіас Суле
Матіас Суле Мальвано (ісп. Matías Soulé Malvano, нар. 15 квітня 2003, Мар-дель-Плата, Аргентина) — аргентинський футболіст, атакувальний півзахисник італійської «Роми».

## Ігрова кар'єра

### Клубна
Матіас Суле є вихованцем аргентинського клубу «Велес Сарсфілд», де починав грати на молодіжному рівні. Та у 2020 році футболіст перебрався до Італії, де приєднався до клубу «Ювентус». З літа 2021 року футболіста почали залучати до тренувань першої команди. Але для набору ігрової практики півзахисник продовжував виступати за дублюючий складі «Ювентуса» у Серії С. Першу гру за резервну команду Суле провів 29 серпня 2021 року у турнірі Серії С.
У вересні 2021 року Суле продовжив контракт з туринським клубом до 2024 року. А першу гру в основі він провів 30 листопада 2021 року, коли вийшов на заміну в Кінці матчу проти «Салернітани». Сезон 2022/23 футболіст розпочав матчем проти «Сассуоло» у серпні 2022 року. Також брав участь у матчах Ліги чемпіонів. 12 березня 2023 року суле забив свій перший гол у складі «Ювентуса».
Перед початком сезону 2023/24 Матіас Суле відправився в оренду у клуб Серії А «Фрозіноне». Орендний договір розрахований до кінця сезону.
30 липня 2024 року був куплений за 28 млн доларів італійською «Ромою».

### Збірна
У листопаді 2021 року Матіас Суле отримав виклик до національної збірної Аргентини але дебютувати у головній команді того разу так і не зміг.
У 2023 році Суле у складі молодіжної збірної Аргентини бпав участь у домашньому молодіжному чемпіонаті світу, де провів три матчі.

## Особисте життя
Матіас Суле має італійське коріння тому в нього подвійне аргентино-італійське громадянство.